# Harry J. Benda
Harry Jindrich Benda (geboren als Heinz Benda 28. Oktober 1919 in Reichenberg, Tschechoslowakei; gestorben 26. Oktober 1971 in New Haven (Connecticut)) war ein US-amerikanischer Historiker Südostasiens.

## Leben
Heinz Benda war ein Sohn des Robert Benda und der Elisabeth Frank. Er besuchte das deutschsprachige Gymnasium in Reichenberg und nach der Okkupation des Sudetenlands 1938 ein Gymnasium in Prag. Nach der Zerschlagung der Tschechoslowakei 1939 floh er in die Niederländische Kolonie Indonesien, ein Bruder konnte ebenfalls fliehen, alle anderen Mitglieder der Familie wurden Opfer des Holocaust. Benda fand auf Java Arbeit in einem Handelsunternehmen. Nach der japanischen Besetzung war er von 1943 bis 1945 interniert. Nach Kriegsende ging Benda nach Neuseeland und studierte an der Victoria University of Wellington. Er machte 1949 einen B.A. und 1952 einen M.A. und wurde dort Junior Lecturer. Benda heiratete 1950 Eva Susan Bloch, die ebenfalls eine Jüdin aus der Tschechoslowakei war und den Holocaust überlebt hatte. Das Paar hatte zwei Kinder. 
Im Jahr 1953 wechselte er als Instructor an die Cornell University im Bundesstaat New York in den USA, wo er 1955 mit einer Arbeit über den indonesischen Islam während der japanischen Besatzung (1942–1945) zum Ph.D. promoviert wurde. Die Dissertation war Basis seines 1958 erschienenen Werks The Crescent and the Rising Sun. Anschließend war Benda Assistant Professor für Geschichte an der University of Rochester. 1959 ging er als Associate Professor an die Yale University und war dort ab 1966 bis zu seinem frühzeitigen Tod Full Professor. 1960 erhielt er die amerikanische Staatsbürgerschaft. 
Benda war Mitglied der American Historical Association, von 1967 bis 1970 Vorstandsmitglied der Association for Asian Studies, war Mitglied des Council on Foreign Relations, der Asia Society und des Koninklijk Instituut voor Taal-, Land- en Volkenkunde (KITLV). In Singapur wurde er 1968 erster Direktor des Institute of Southeast Asian Studies. Nach seinem Tod stiftete die Association for Asian Studies 1977 den „Harry J. Benda Prize in Southeast Asian Studies“.

## Schriften (Auswahl)

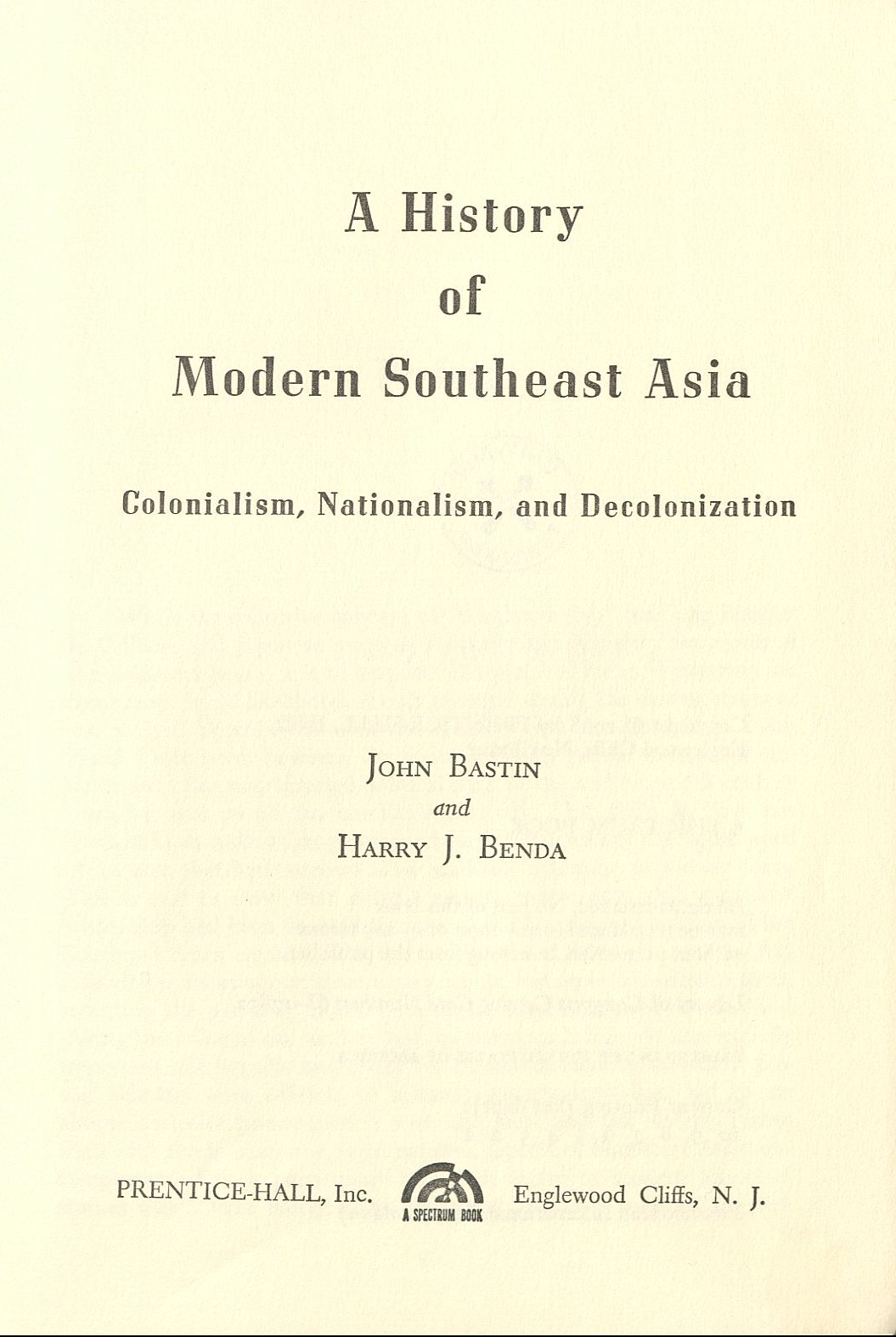
A history of modern Southeast Asia (1968)

- The crescent and the rising sun : Indonesian islam under the Japanese occupation 1942–1945. Den Haag: van Hoeve, 1958
- Japanese Military Administration in Indonesia. New Haven: Yale University Southeast Studies, 1965
- Continuity and Change in Indonesian Islam. New Haven, Conn: Yale University, Southeast Asia Studies, 1965
- Peasant Movements in Colonial Southeast Asia. New Haven, Conn: Yale University, Southeast Asia Studies, 1966
- John A. Larkin, Harry J. Benda: The World of Southeast Asia: Selected Historical Readings. New York: Harper & Row, 1967
- John Bastin, Harry J. Benda: A history of modern Southeast Asia : colonialism, nationalism, and decolonization. Englewood Cliffs, NJ: Prentice Hall, 1968
- The Samin Movement. New Haven: Connecticut, 1969
- Adrienne Suddard, Harry J. Benda: Continuity and Change in Southeast Asia: Collected Journal Articles of Harry J. Benda. New Haven: Yale Univ. Southeast Asia Studies, 1972
- Ruth T. McVey, Adrienne Suddard, Harry J. Benda: Southeast Asian Transitions: Approaches Through Social History. New Haven: Yale University Press, 1978
- Ruth T. McVey, Harry J. Benda: The Communist Uprisings of 1926–1927 in Indonesia: Key Documents. Jakarta: Equinox Pub, 2009